# Gudipalli, Srinivaspur
Gudipalli là một làng thuộc tehsil Srinivaspur, huyện Kolar, bang Karnataka, Ấn Độ.